# Điện gió Hướng Phùng
Điện gió Hướng Phùng là nhóm các nhà máy điện gió đặt tại vùng đất xã Hướng Phùng, huyện Hướng Hóa, tỉnh Quảng Trị.
Năm 2019, Điện gió Hướng Phùng có ba nhà máy:
- Điện gió Hướng Phùng 1 có công suất lắp máy 30 MW với 8 tua bin gió mỗi tua bin 3,63 MW, khởi công tháng 06/2019, dự kiến hoàn thành tháng 12/2020. Sản lượng điện phát ra hàng năm khoảng 81.135 MWh. Chủ đầu tư là Tổng công ty Phát điện 2 (EVN GENCO 2).[3][4]
- Điện gió Hướng Phùng 2 có công suất lắp máy 20 MW với 6 tua bin gió, sản lượng điện phát ra hàng năm khoảng 77,5 MWh, khởi công tháng 06/2019, dự kiến hoàn thành quý II/2021.[5]
- Điện gió Hướng Phùng 3 có công suất lắp máy 30 MW với 9 tua bin gió, sản lượng điện của phát ra hàng năm khoảng 116,3 MWh, khởi công tháng 06/2019, dự kiến hoàn thành quý II/2021.[5][6]

Tại cùng huyện Hướng Hóa cách không xa là nhà máy Điện gió Hướng Linh 1 16°42′33″B 106°42′45″Đ / 16,709181°B 106,712569°Đ.